# Hughes 500
Хьюз 500 (англ. Hughes 500; в настоящее время — MD 500) — обозначение семейства лёгких многоцелевых вертолётов гражданского и военного назначения, разработанных компанией Hughes Helicopters. В настоящее (2010) время вертолёты выпускаются предприятием MD Helicopters.
Хьюз 500 является гражданской версией OH-6 «Кайюс», победившего в конкурсе Армии США на новый вертолёт наблюдения. Был разработан ряд модификаций машины, включая MD 520N, в котором реализована концепция NOTAR, и удлинённый MD 600. Современные военные варианты MD 500, под обозначениями MH-6 и AH-6, носят название «Дефендер» (Defender) или «Маленькая птичка» («Littlebird») .

## Тактико-технические характеристики
Приведённые характеристики соответствуют модификации MD 500E.
Источник данных: Jane's , MD 500E Technical Description, 2009.

Технические характеристики
- Экипаж: 1—2 пилота
- Пассажировместимость: до 5 пассажиров
- Длина: 8,61 м
- Длина фюзеляжа: 7,49 м (с хвостовым винтом)
- Диаметр несущего винта: 8,05 м
- Диаметр рулевого винта: 1,37 м
- Высота: 2,67 м (с хвостовым винтом)
- Площадь, ометаемая несущим винтом: 50,89 м²
- Колея шасси: 1,91 м
- Масса пустого: 672 кг
- Масса снаряжённого: 1178 кг
- Нормальная взлётная масса: 1361 кг
- Максимальная взлётная масса: 1610 кг
- Масса полезной нагрузки: 689 кг
- Масса топлива во внутренних баках: 183 кг
- Объём топливных баков: 242 л
- Силовая установка: 1 × турбовальный Rolls-Royce 250-C20B
- Мощность двигателей: 1 × 420 л. с. (1 × 313 кВт)
- Габариты грузовой кабины
  - Длина: 2,44 м
  - Ширина: 1,31 м
  - Высота: 1,52 м

Лётные характеристики
- Максимально допустимая скорость: 282 км/ч
- Максимальная скорость:  
  - на уровне моря: 248 км/ч
  - на высоте 1525 м: 245 км/ч
- Крейсерская скорость:  
  - на уровне моря: 239 км/ч
  - на высоте 1525 м: 228 км/ч
- Практическая дальность: 431 км (на уровне моря)
- Продолжительность полёта: 2,8 ч
- Практический потолок: 4227 м
- Статический потолок:  
  - с использованием эффекта земли: 2590 м
  - без использования эффекта земли: 1830 м
- Динамический потолок: 4877 м
- Скороподъёмность: 8,9 м/с
- Нагрузка на диск: 26,8 кг/м² (при нормальной взлётной массе)
- Тяговооружённость: 191,6 Вт/кг (на трансмиссию при максимальной взлётной массе)

Вооружение
- Точки подвески: 2
- Управляемые ракеты: для вертолётов MH-6 и AH-6: 4 штуки BGM-71 TOW или 2×AGM-114 Hellfire или 2×AIM-92 Stinger
- Неуправляемые ракеты: Hydra 70

## Боевое применение
Поставлялись Ираку во время Ирано-иракской войны. Всего было передано 60 машин.
Hughes 500MD, вооружённые ПТУР TOW, использовались Израилем во вторжении в Ливан в 1982 году. Известен случай сбития израильского вертолёта Hughes 500MD (б/н 0615) огнём 115-мм пушки сирийского танка Т-62. Пилот Харель Халамиш и оператор выжили.

## Операторы

### Военные
- США — некоторое количество MH-6 и AH-6 в армейской авиации, а также на службе сил специальных операций (SOCOM)
- Аргентина — 3 MD-500, 2 MD-500C и 4 MD-500D, по состоянию на 2016 год[6]
- Бахрейн — 2 Hughes 500, по состоянию на 2016 год[7]
- Италия — 39 MD-500E (NH-500E) и 2 MD-500D (NH-500D) по состоянию на 2024 год[8]
- Кения — 10 Hughes 500ME, 12 Hughes 500M, 10 Hughes 500MD и 2 Hughes 500D, боеспособность всех под вопросом, по состоянию на 2018 год[9]
- Коста-Рика — 2 MD-500E, по состоянию на 2016 год[10]
- Гвинея — 2 MD-500MD, по состоянию на 2016 год[11]
- Гондурас — 2 Hughes 500, по состоянию на 2016 год[12]
- Колумбия — 2 Hughes 500M и 2 MD-500D, по состоянию на 2016 год[13]
- Финляндия — 5 Hughes 500D и 2 Hughes 500E по состоянию на 2024 год[14]
- КНДР — 80 Hughes 500D/E, боеспособность которых под вопросом, по состоянию на 2016 год[15]
- Республика Корея — 130 Hughes 500D и 45 MD-500, по состоянию на 2016 год[16]
- Мексика — 4 MD-500E, по состоянию на 2016 год[17]
- Испания — 9 Hughes 500MD, по состоянию на 2016 год[18]
- Пакистан — 130 Hughes 500D и 45 MD-500, по состоянию на 2016 год[16]
- Панама — 1 MD-500E, по состоянию на 2016 год[19]
- Турция — 28 Hughes 300C, по состоянию на 2016 год[20]
- Сальвадор — 8 MD-500E, по состоянию на 2016 год[21]